# Palacio Monrepos

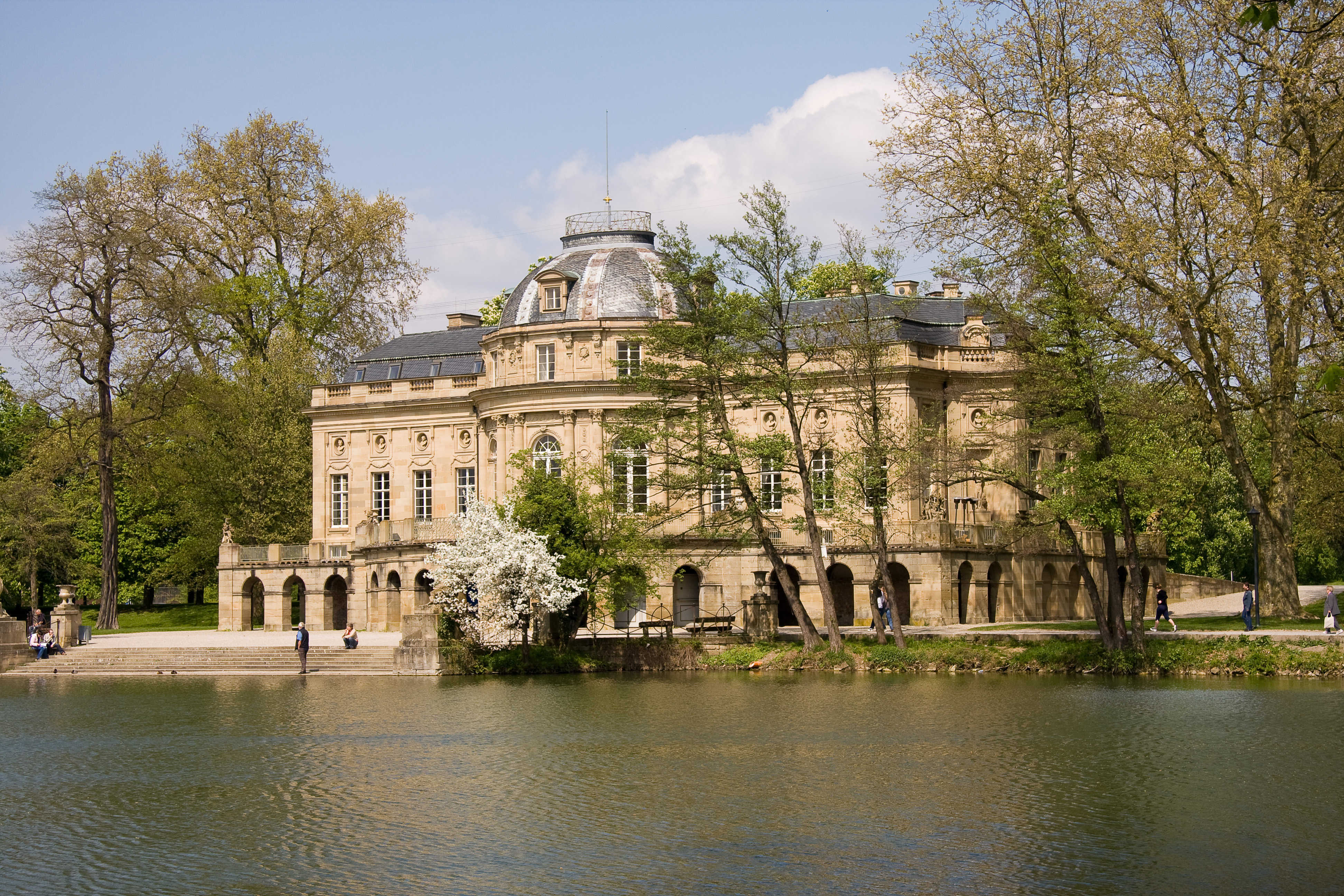
Palacio Monrepos, visto desde el sur.

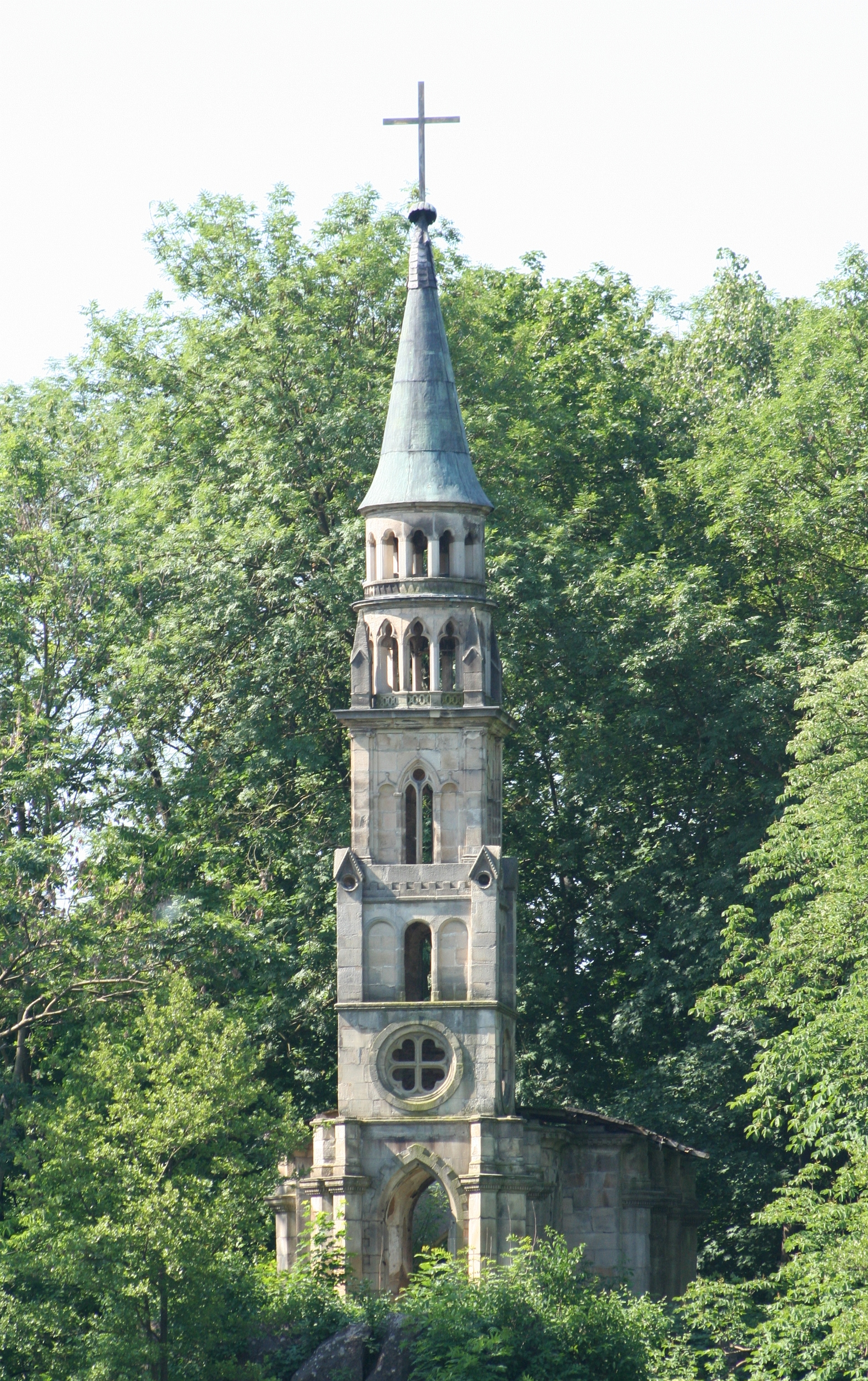
Ruinas de la capilla.

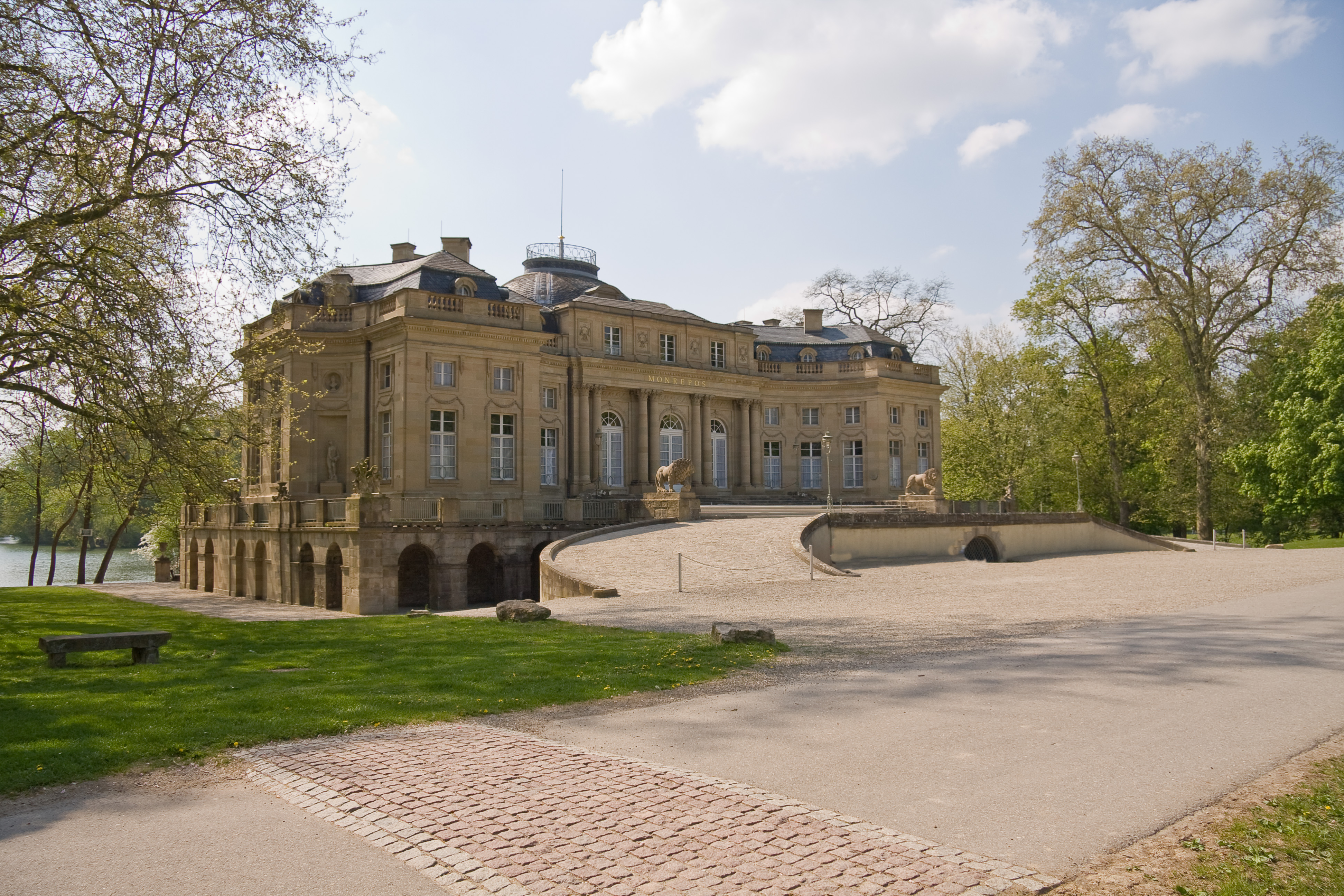
La parte trasera del palacio.

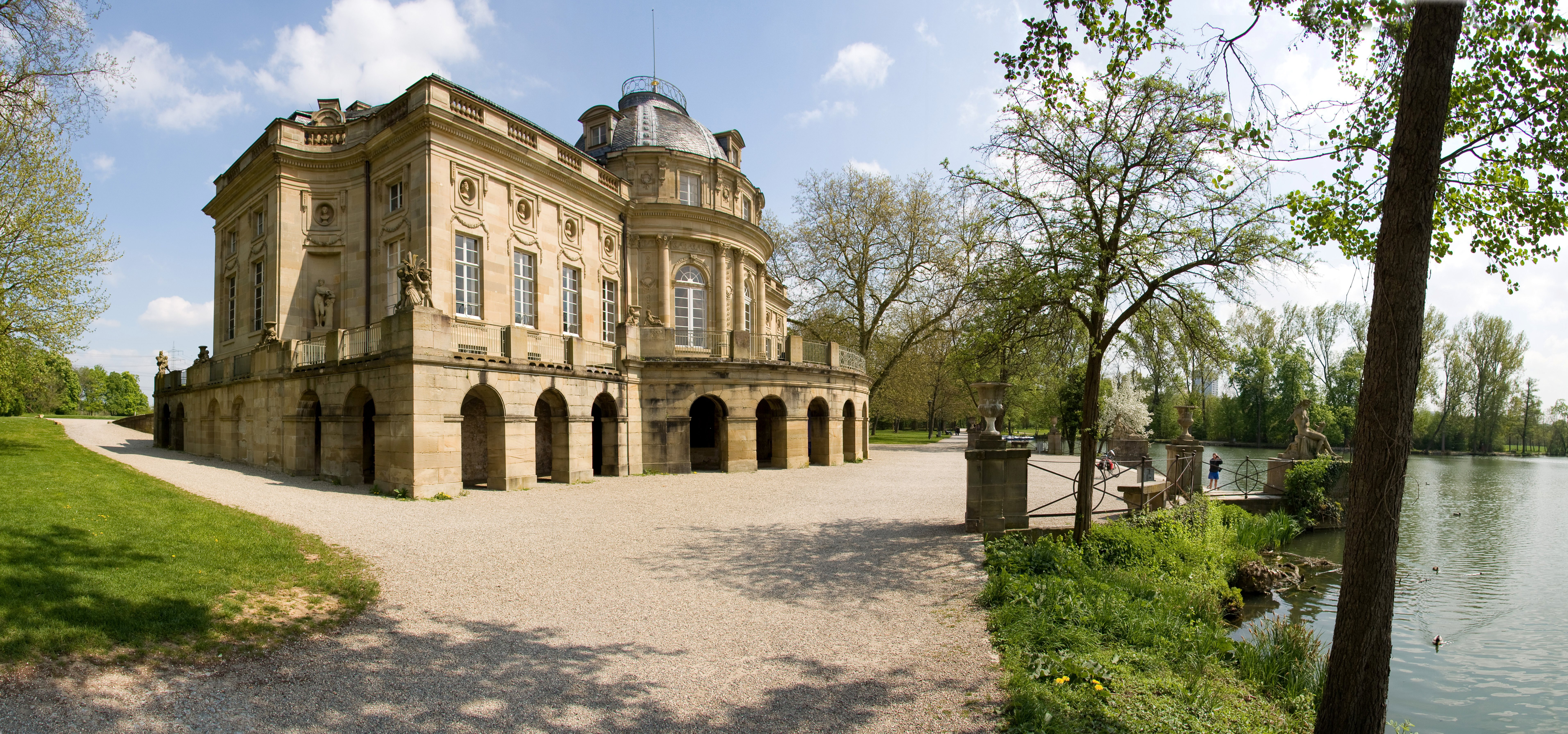
El palacio y el lago.

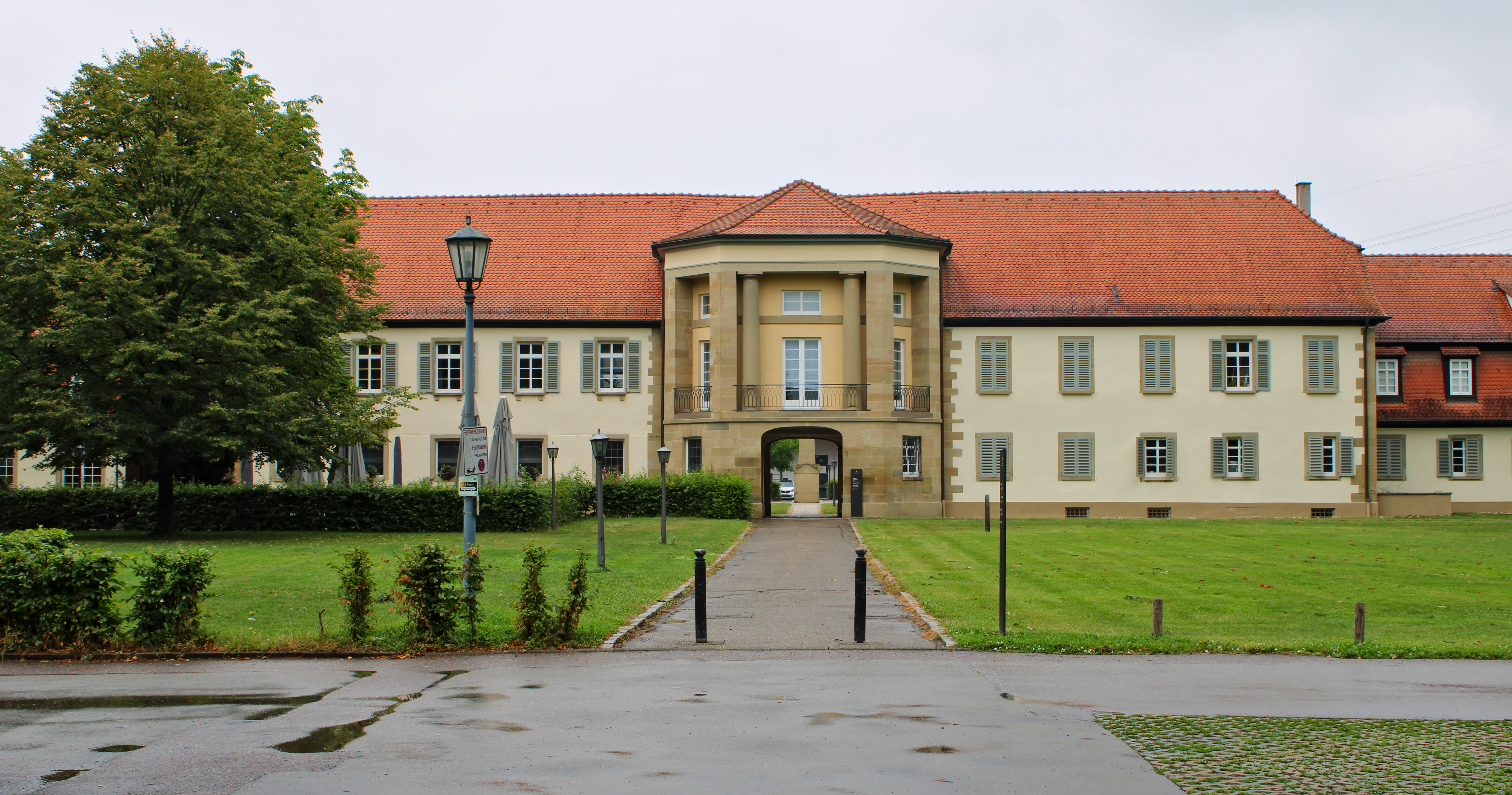
Hotel del palacio.

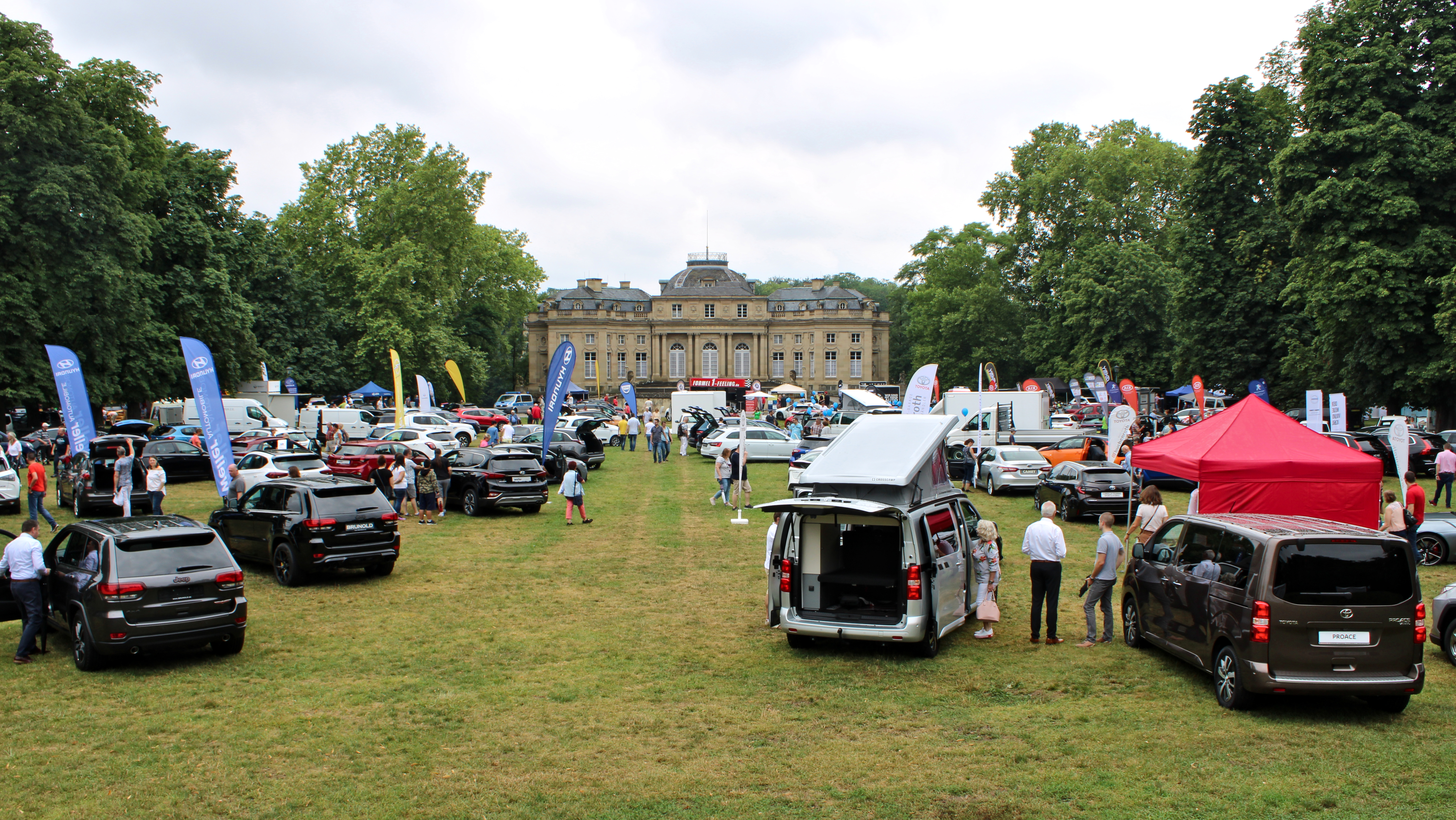
Cada año, el auto show de Monrepos tiene lugar en el prado frente al palacio.

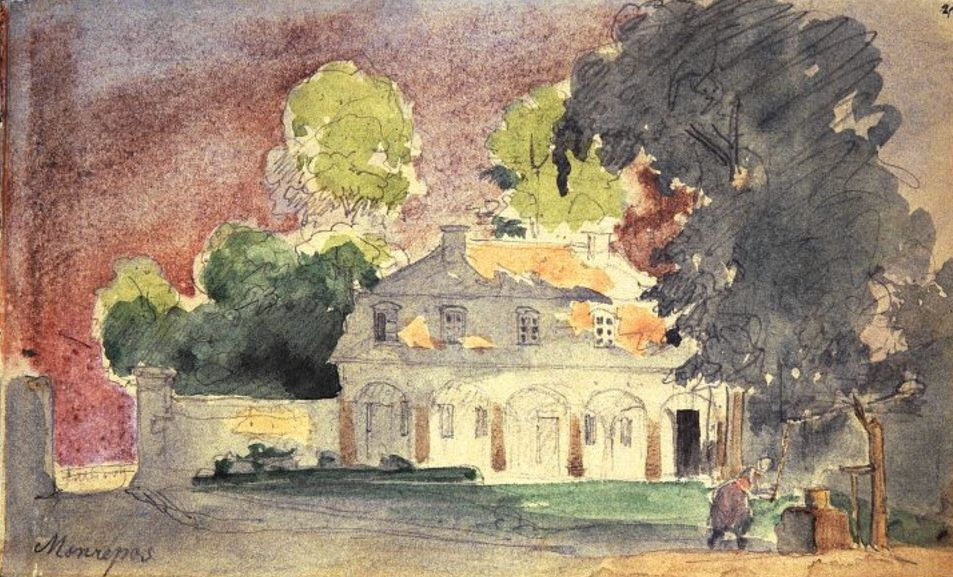
Palacio de Monrepos, acuarela del general Eduard von Kallee hacia 1850.

Monrepos (en francés: "mi reposo" , "mi recuperación") es un palacio en el noroeste de Luisburgo. El palacete está conectado por avenidas con el palacio residencial de Luisburgo y el palacio de placer Favorito.

## Historia
Los duques de Wurtemberg disfrutaban de la caza en el lago Eglosheim desde el siglo XVI. En 1714, el duque Eberardo Luis hizo construir un pabellón octogonal, la pequeña casa del lago, en la orilla norte.
Durante el gobierno del duque Carlos Eugenio, toda el área fue diseñada en formas barrocas. Desde 1755 se creó un lago rectangular con orillas rectas. Unos años más tarde, el duque encargó a su arquitecto Philippe de La Guêpière que planeara una residencia de verano barroca. Las obras comenzaron en 1760, pero se paralizaron después de cuatro años. Mientras tanto, el duque Carlos Eugenio estaba más interesado en sus otros proyectos de construcción de palacios. El edificio a medio terminar cayó en un profundo letargo.

### Remodelación bajo el rey Federico
El duque Federico I (elector desde 1803, rey desde 1806) volvió a interesarse por el palacio medio en ruinas. El maestro de obras Nikolaus Friedrich von Thouret planeó un rediseño en el estilo clásico e hizo que el jardín del lago se configurara en el estilo de paisaje inglés. Se abandonó la forma rectangular, se levantaron islas artificiales en el lago y se construyeron varios edificios sobre ellas. Entonces la capilla de Hohenheim fue trasladada a una de las islas, mientras que en la otra se convirtió en un templo del amor. Al mismo tiempo, el palacio fue construido según los planes de Thouret en 1804. El Seeschloss incluía una lechería, es decir, una propiedad agrícola y un gran zoológico. Según la orden del elector, el palacio del lago se llamó Monrepos en 1804. Por razones políticas , Federico I tuvo que vender la propiedad de Monrepos cerca de Vyborg en 1788 a Luís Enrique de Nicolay. El rey solía ir a Monrepos con un pequeño séquito para retirarse y cazar.
Frente al palacio, se levantó un edificio permanente con un teatro, el cual se trasladó luego a Grafeneck en el Jura de Suabia y ambos edificios estaban conectados por un pasillo, para que se pudieran celebrar festividades más grandes, como el cumpleaños de la reina en septiembre. En 1815, el zar de Rusia y el emperador de Austria se reunieron en Luisburgo. En esta ocasión, tuvo lugar una representación de la ópera Cortez en el Teatro Monrepos, durante la cual se abrió repentinamente la pared trasera del escenario, tras la cual soldados de Wurtemberg escenificaron el tumulto de la escena de la ópera.

### Después de la muerte del rey Federico en 1816
Después de la muerte del rey Federico I en 1816, la reina Carlota Matilde recibió el palacio de Monrepos con su pensión de viuda, pero probablemente lo visitaba raras veces. Hizo demoler el edificio del festival y el teatro; la ubicación de ambos edificios se puede reconocer por un montón de tierra frente al palacio.
El rey Guillermo I abandonó el zoológico y usó principalmente el dominio para la cría de ovejas y ganado. Al morir la reina Carlota Matilde, compró el palacio y la finca para el Hofdomänenkammer (1829) y lo renombró Seegut poco tiempo después. El palacio fue liberado para su inspección. Poco después de asumir el cargo, el rey Carlos ordenó que el dominio se llamara nuevamente Monrepos.
El dominio de Monrepos había sido arrendado desde 1870 y se estableció una economía pública en 1890. Poco a poco, Monrepos se convirtió en un área recreativa local para la región de Luisburgo. Durante la Segunda Guerra Mundial, la capilla de la isla fue bombardeada.

### Desde 1945
El Hotel Monrepos se construyó en las inmediaciones del lago del palacio entre 1967 y 1969 y se amplió en 1975. En 1981, la sala del tribunal de la Casa de Wurtemberg trasladó la oficina de la cámara del tribunal en Stuttgart y la bodega a un edificio de nueva construcción; en 2003, la oficina de cámaras del tribunal se integró en la división inmobiliaria de Ostfildern-Scharnhausen. El campo de golf de nueve hoyos, que se inauguró en 1993, se construyó en una parte del antiguo dominio. Más tarde se amplió a 18 hoyos. También se construyó un campo de golf público de 6 hoyos. Dos de los antiguos graneros del dominio se han convertido en edificios de oficinas.
A principios de la década de 1990, la sala del tribunal de la Casa de Wurtemberg realizó una reconstrucción fiel al original del jardín inglés de la época del rey Federico como parte del trabajo de mantenimiento del parque Monrepos, que por supuesto no pudo llevarse a cabo en su totalidad por razones de conservación de la naturaleza. Según los planos anteriores, se reconstruyeron las avenidas alrededor del lago.
Desde 1995, el clásico festival al aire libre y los fuegos artificiales del Palacio de Luisburgo se celebran todos los años en el Festinwiese, frente al palacio del lago Monrepos.
Hoy, el Seegarten sirve como zona recreativa para el área metropolitana de Luisburgo, mientras que el palacio en sí está alquilado y no se puede visitar.